# 1000 km Silverstona 1987
1000 km Silverstona 1987 je bila četrta dirka Svetovnega prvenstva športnih dirkalnikov v sezoni 1987. Odvijala se je 10. maja 1987 na dirkališču Silverstone Circuit.

## Rezultati
| Poz    | Razred | Št  | Moštvo                      | Dirkači                                              | Šasija                             | Gume | Krogi |
| Poz    | Razred | Št  | Moštvo                      | Dirkači                                              | Motor                              | Gume | Krogi |
| ------ | ------ | --- | --------------------------- | ---------------------------------------------------- | ---------------------------------- | ---- | ----- |
| 1      | C1     | 4   | Silk Cut Jaguar             | Eddie Cheever Raul Boesel                            | Jaguar XJR-8                       | D    | 210   |
| 1      | C1     | 4   | Silk Cut Jaguar             | Eddie Cheever Raul Boesel                            | Jaguar 7.0L V12                    | D    | 210   |
| 2      | C1     | 5   | Silk Cut Jaguar             | Jan Lammers John Watson                              | Jaguar XJR-8                       | D    | 210   |
| 2      | C1     | 5   | Silk Cut Jaguar             | Jan Lammers John Watson                              | Jaguar 7.0L V12                    | D    | 210   |
| 3      | C1     | 17  | Porsche AG                  | Hans-Joachim Stuck Derek Bell                        | Porsche 962C                       | D    | 210   |
| 3      | C1     | 17  | Porsche AG                  | Hans-Joachim Stuck Derek Bell                        | Porsche Type-935 3.0L Turbo Flat-6 | D    | 210   |
| 4      | C1     | 18  | Porsche AG                  | Jochen Mass Bob Wollek                               | Porsche 962C                       | D    | 202   |
| 4      | C1     | 18  | Porsche AG                  | Jochen Mass Bob Wollek                               | Porsche Type-935 3.0L Turbo Flat-6 | D    | 202   |
| 5      | C1     | 1   | Brun Motorsport             | Walter Brun Uwe Schäfer Jésus Pareja                 | Porsche 962C                       | M    | 200   |
| 5      | C1     | 1   | Brun Motorsport             | Walter Brun Uwe Schäfer Jésus Pareja                 | Porsche Type-935 2.8L Turbo Flat-6 | M    | 200   |
| 6      | C2     | 102 | Swiftair Ecurie Ecosse      | David Leslie Ray Mallock                             | Ecosse C286                        | A    | 191   |
| 6      | C2     | 102 | Swiftair Ecurie Ecosse      | David Leslie Ray Mallock                             | Ford Cosworth DFL 3.3L V8          | A    | 191   |
| 7      | C2     | 111 | Spice Engineering           | Gordon Spice Fermín Vélez                            | Spice SE86C                        | A    | 191   |
| 7      | C2     | 111 | Spice Engineering           | Gordon Spice Fermín Vélez                            | Ford Cosworth DFL 3.3L V8          | A    | 191   |
| 8      | C2     | 101 | Swiftair Ecurie Ecosse      | Johnny Dumfries Mike Wilds                           | Ecosse C286                        | A    | 190   |
| 8      | C2     | 101 | Swiftair Ecurie Ecosse      | Johnny Dumfries Mike Wilds                           | Ford Cosworth DFL 3.3L V8          | A    | 190   |
| 9      | GTP    | 21  | Richard Cleare Racing       | James Weaver Andrew Gilbert-Scott Richard Cleare     | March 85G                          | ?    | 187   |
| 9      | GTP    | 21  | Richard Cleare Racing       | James Weaver Andrew Gilbert-Scott Richard Cleare     | Porsche Type-962 2.8L Turbo Flat-6 | ?    | 187   |
| 10     | C2     | 106 | Kelmar Racing               | Ranieri Randaccio Maurizio Gellini Pasquale Barberio | Tiga GC85                          | A    | 184   |
| 10     | C2     | 106 | Kelmar Racing               | Ranieri Randaccio Maurizio Gellini Pasquale Barberio | Ford Cosworth DFL 3.3L V8          | A    | 184   |
| 11     | C2     | 123 | Charles Ivey Racing         | Ian Taylor Pete Lovett                               | Tiga GC287                         | A    | 179   |
| 11     | C2     | 123 | Charles Ivey Racing         | Ian Taylor Pete Lovett                               | Porsche Type-935 2.6L Turbo Flat-6 | A    | 179   |
| 12     | C2     | 181 | Dune Motorsport             | Duncan Bain Neil Crang Jean Krucker                  | Tiga GC287                         | A    | 177   |
| 12     | C2     | 181 | Dune Motorsport             | Duncan Bain Neil Crang Jean Krucker                  | Rover V64V 3.0L V6                 | A    | 177   |
| 13     | C2     | 104 | URD Junior Team             | Rudi Seher Hellmut Mundas Rudi Thomann               | URD C81/2                          | A    | 150   |
| 13     | C2     | 104 | URD Junior Team             | Rudi Seher Hellmut Mundas Rudi Thomann               | BMW M88 3.5L I6                    | A    | 150   |
| 14     | C2     | 178 | Automobiles Louis Descartes | Sylvain Bouley Dominique Lacaud Gérard Tremblay      | ALD C2                             | A    | 148   |
| 14     | C2     | 178 | Automobiles Louis Descartes | Sylvain Bouley Dominique Lacaud Gérard Tremblay      | BMW M88 3.5L I6                    | A    | 148   |
| 15 NC  | C2     | 121 | Cosmik Racing GP Motorsport | Dudley Wood Costas Los                               | Tiga GC287                         | A    | 123   |
| 15 NC  | C2     | 121 | Cosmik Racing GP Motorsport | Dudley Wood Costas Los                               | Ford Cosworth DFL 3.3L V8          | A    | 123   |
| 16 NC  | C2     | 190 | Roy Baker Racing            | John Sheldon Robert Peters                           | Tiga GC286                         | A    | 87    |
| 16 NC  | C2     | 190 | Roy Baker Racing            | John Sheldon Robert Peters                           | Ford Cosworth BDT-E 1.7L Turbo I4  | A    | 87    |
| 17 DNF | C1     | 2   | Brun Motorsport             | Massimo Sigala Oscar Larrauri                        | Porsche 962C                       | M    | 165   |
| 17 DNF | C1     | 2   | Brun Motorsport             | Massimo Sigala Oscar Larrauri                        | Porsche Type-935 2.8L Turbo Flat-6 | M    | 165   |
| 18 DNF | C1     | 6   | Silk Cut Jaguar             | Martin Brundle John Nielsen                          | Jaguar XJR-8                       | D    | 165   |
| 18 DNF | C1     | 6   | Silk Cut Jaguar             | Martin Brundle John Nielsen                          | Jaguar 7.0L V12                    | D    | 165   |
| 19 DNF | C2     | 125 | Oudet Racing                | Jean-Claude Justice Bruno Sotty Patrick Oudet        | Tiga GC84/5                        | ?    | 132   |
| 19 DNF | C2     | 125 | Oudet Racing                | Jean-Claude Justice Bruno Sotty Patrick Oudet        | Ford Cosworth DFL 3.3L V8          | ?    | 132   |
| 20 DNF | C2     | 103 | John Bartlett Racing        | John Barlett Val Musetti Kenneth Leim                | Bardon DB1/2                       | ?    | 123   |
| 20 DNF | C2     | 103 | John Bartlett Racing        | John Barlett Val Musetti Kenneth Leim                | Ford Cosworth DFL 3.3L V8          | ?    | 123   |
| 21 DNF | C1     | 10  | Porsche Kremer Racing       | Volker Weidler Kris Nissen Allen Berg                | Porsche 962C                       | Y    | 122   |
| 21 DNF | C1     | 10  | Porsche Kremer Racing       | Volker Weidler Kris Nissen Allen Berg                | Porsche Type-935 2.8L Turbo Flat-6 | Y    | 122   |
| 22 DNF | C1     | 61  | Kouros Mercedes             | Henri Pescarolo Mike Thackwell                       | Sauber C9                          | M    | 108   |
| 22 DNF | C1     | 61  | Kouros Mercedes             | Henri Pescarolo Mike Thackwell                       | Mercedes-Benz M117 5.0L Turbo V8   | M    | 108   |
| 23 DNF | C2     | 127 | Chamberlain Engineering     | Nick Adams Graham Duxbury                            | Spice SE86C                        | A    | 105   |
| 23 DNF | C2     | 127 | Chamberlain Engineering     | Nick Adams Graham Duxbury                            | Hart 418T 1.8L Turbo I4            | A    | 105   |
| 24 DNF | C2     | 198 | Roy Baker Racing            | David Andrews Max Cohen-Olivar                       | Tiga GC286                         | A    | 42    |
| 24 DNF | C2     | 198 | Roy Baker Racing            | David Andrews Max Cohen-Olivar                       | Ford Cosworth DFL 3.3L V8          | A    | 42    |
| 25 DNF | C1     | 13  | Primagaz Competition        | Yves Courage Hervé Regout                            | Cougar C20                         | M    | 35    |
| 25 DNF | C1     | 13  | Primagaz Competition        | Yves Courage Hervé Regout                            | Porsche Type-935 2.6L Turbo Flat-6 | M    | 35    |
| 26 DNF | C1     | 15  | Liqui Moly Equipe           | Mauro Baldi Jonathan Palmer                          | Porsche 962C GTi                   | G    | 25    |
| 26 DNF | C1     | 15  | Liqui Moly Equipe           | Mauro Baldi Jonathan Palmer                          | Porsche Type-935 2.8L Turbo Flat-6 | G    | 25    |
| DNS    | C2     | 117 | Team Lucky Strike Schanche  | Martin Schanche Will Hoy                             | Argo JM19B                         | A    | -     |
| DNS    | C2     | 117 | Team Lucky Strike Schanche  | Martin Schanche Will Hoy                             | Zakspeed 1.9L Turbo I4             | A    | -     |
| DNQ    | C2     | 177 | Automobiles Louis Descartes | Jacques Heuclin Louis Descartes                      | ALD C2                             | A    | -     |
| DNQ    | C2     | 177 | Automobiles Louis Descartes | Jacques Heuclin Louis Descartes                      | Audi (WRT) 1.8L Turbo I4           | A    | -     |

## Statistika
- Najboljši štartni položaj - #17 Porsche AG - 1:15.110
- Najhitrejši krog - #4 Silk Cut Jaguar - 1:18.120
- Povprečna hitrost - 198.627 km/h